# Correbidia joinvillea
Correbidia joinvillea är en fjärilsart som beskrevs av William Schaus 1921. Correbidia joinvillea ingår i släktet Correbidia och familjen björnspinnare. Inga underarter finns listade i Catalogue of Life.